# Rugged Mountain
Rugged Mountain är ett berg i Kanada.   Det ligger i provinsen British Columbia, i den sydvästra delen av landet, 3 800 km väster om huvudstaden Ottawa. Toppen på Rugged Mountain är 1 861 meter över havet.
Terrängen runt Rugged Mountain är huvudsakligen bergig. Rugged Mountain är den högsta punkten i trakten. Runt Rugged Mountain är det ganska glesbefolkat, med 48 invånare per kvadratkilometer.. Närmaste större samhälle är Tahsis, 10,3 km söder om Rugged Mountain.
I omgivningarna runt Rugged Mountain växer i huvudsak barrskog.